# Цинь Чуньфу, Симон
Симон Цинь Чуньфу (кит. 秦春福 西滿; 1886, провинция Хэбэй, Китай — 19 июля 1900, провинция Хэбэй, Китай) — святой Римско-Католической Церкви, мученик.

## Биография
Симон Цинь Чуньфу родился в 1886 году в многодетной семье. Трое его братьев и мать Елизавета Цинь Бянь стали мучениками. Во время ихэтуаньского восстания боксёров в 1899—1900 гг. в северном Китае жестоко преследовались христиане. Симон Цинь Чуньфу вместе с семьёй из-за угроз преследования был вынужден бежать в Люцюнь. Там один богатый чиновник предложил Симону Цинь Чуньфу помощь в укрытии его семьи от преследований боксёров; взамен он поставил ему условие жениться на его единственной дочери. Симон Цинь Чуньфу отказался и тогда чиновник выдал боксёрам место укрытия семьи Елизаветы Цинь Бянь. Симон Цинь Чуньфу просил повстанцев, чтобы взяли только его, а остальным членам семьи разрешили покинуть селение. Повстанцы, схватив Симона Цинь Чуньфу, убили его и поранили его братьев Симона Цинь и Павла Цинь Баолу.
Симон Цинь Чуньфу был беатифицирован 17 апреля 1955 года Римским Папой Пием XII вместе с французским миссионером Леоном Мангеном и канонизирован 1 октября 2000 года Римским Папой Иоанном Павлом II вместе с группой 120 китайских мучеников.
День памяти в Католической Церкви — 9 июля.